# Strobilanthes pusilla
Strobilanthes pusilla är en akantusväxtart som beskrevs av John Richard Ironside Wood. Strobilanthes pusilla ingår i släktet Strobilanthes och familjen akantusväxter. Inga underarter finns listade i Catalogue of Life.